# David Starr Jordan
David Starr Jordan (Gainesville, 19 de janeiro de 1851 – Stanford, Califórnia, 19 de setembro de 1931) foi um educador, escritor e naturalista norte-americano.
Extraordinário cientista, educador e escritor americano nascido em Gainesville, NY, e primeiro presidente da Indiana University, depois Stanford University (1891-1913) e considerado o maior ictiologista, o estudo da zoologia sobre os peixes, de seu tempo. Recebeu o bacharelado e o master da Universidade Cornell (1872). Foi professor de ciências na Indianapolis High School (1874-1875). Recebeu o grau de Doctor of Medicine do Indiana Medical College (1875) e o Ph.D. da Northwestern Christian University (1878), hoje Butler University. Foi Chairman of the Department of Natural Sciences at Indiana University (1879-1891) e seu presidente (1885-1891). Transformada em Stanford University, Palo Alto, California, foi seu primeiro presidente (1891-1913) e Chancellor (1913-1916).
Foi o fundador da Hopkins Marine Station (1892), nomeado como primeiro diretor do Committe on Eugenics of the American Breeders Association (1906) e considerado o grande sucessor de Agassiz. Aposentou-se de Stanford (1916) e da vida profissional (1925) e morreu em casa, em Palo Alto..Especialista em peixes sobre os quais escreveu 645 trabalhos, e outros 1372 sobre assuntos variados, também envolveu-se em movimentos pacifistas. Escreveu mais de 50 livros, entre eles A Manual of the Vertebrate Animals of Northern United States (1876), Record of Collections of Fishes (1885), The Fishes of North and Middle America (4 vol., 1896-1900), The Human Harvest (1907), War and Waste (1913), A Guide to the Study of Fishes (2 vol., 1905), o autobiográfico Days of a Man (2 vol., 1922), Your Family Tree (1929), com S. L. Kimball, e Trend of the American University (1929).
Nasceu em Gainesville, estado de Nova Iorque e cresceu numa quinta situada neste estado. Os seus pais tomaram a decisão pouco ortodoxa de mandá-lo para uma escola secundária feminina. O apelido Starr não aparece nos registos mais antigos, sendo por isso provavelmente uma escolha de David. Ele começou a utilizar este apelido pela altura em que entrou na Universidade Cornell. David afirmou que o apelido seria em honra do clérigo Thomas Starr King, admirado pela sua mãe. 
A sua decisão de estudar ictiologia foi inspirada por Louis Agassiz. Em 1872 obteve um mestrado em botânica pela Universidade Cornell. 

## Publicações
- Manual of the Vertebrates of the Northern United States (1876)
- Science sketches (1887)
- Fishes of North and Middle America (quatre volumes, 1896-1900)
- Com Barton Warren Evermann Food and Game Fishes of North America (1902)
- Guide to the Study of Fishes (1905)
- Life's Enthusiasms (1906)
- Days of a Man (1922): autobiographie
- The Blood of the Nation
- War and Waste (1913)
- Com Harvey Ernest Jordan (1878-1963) War's Aftermath, a Preliminary Study of the Eugenics of War (1914)
- Ways of Lasting Peace
- Democracy and World Relations
- Imperial Democracy
- Shore Fishes of Hawaii